# Пентаоксид диселена
Пентаоксид диселена — неорганическое соединение селена и кислорода 
с формулой Se2O5,
кристаллы.

## Получение
- Разложение при нагревании в вакууме триоксида селена:

{\displaystyle {\mathsf {4SeO_{3}\ {\xrightarrow {175^{o}C}}\ 2Se_{2}O_{5}+O_{2}\uparrow }}}

## Физические свойства
Пентаоксид диселена образует кристаллы
моноклинной сингонии, пространственная группа P 21/c, параметры ячейки a = 0,4585 нм, b = 0,6972 нм, c = 1,389 нм, β = 91,98°, Z = 4.

## Химические свойства
- При нагревании в разлагается:

{\displaystyle {\mathsf {2Se_{2}O_{5}\ {\xrightarrow {260^{o}C}}\ 4SeO_{2}+O_{2}\uparrow }}}
- Реагирует с водой:

{\displaystyle {\mathsf {Se_{2}O_{5}+2H_{2}O\ {\xrightarrow {}}\ H_{2}SeO_{3}+H_{2}SeO_{4}}}}